# Santo Antônio (Porto Alegre)
Santo Antônio é um bairro da cidade brasileira de Porto Alegre, capital do estado  do Rio Grande do Sul. Foi criado pela Lei 2022 de 7 de dezembro de 1959.

## Histórico[1]
O bairro se desenvolveu a partir da margem da Estrada do Mato Grosso (atual Avenida Bento Gonçalves) e a antiga Estrada de Belém (atual Oscar Pereira). Seu nome faz referência à Igreja de Santo Antônio, que foi construída no local destinado a Sociedade Partenon Literário literário, sociedade que deu origem ao bairro Partenon, no ano de 1880.
Numa das ruas mais movimentadas do bairro Santo Antônio, a Rua Vicente da Fontoura, antiga Rua da Boa Vista, foi inaugurado, em 1880, o Hipódromo Prado da Boa Vista, local que na época era um grande atrativo de lazer para os fins de semana.

## Características atuais
Os limites do bairro Santo Antônio são os bairros Partenon, Azenha, Santana e Medianeira.
O bairro possui características marcadamente religiosa, abrigando diversas instituições como a Escola de Educação Básica Rainha do Brasil (inaugurada em 1956), a Escola Superior de Teologia e Espiritualidade Franciscana (inaugurada em 1986), e o Colégio La Salle Santo Antônio (que iniciou suas atividades em 1913), a Escola Especial para surdos Frei Pacífico (inaugurada em 1956).
O Santo Antônio possui um considerável comércio local e uma rede de transporte bem estruturada. Desde 1994 o bairro abriga o Arquivo Histórico de Porto Alegre Moysés Vellinho, que possui todo o acervo documental produzido na municipalidade desde meados do século XVIII. O nome do arquivo é uma homenagem ao intelectual gaúcho Moysés Vellinho.
O bairro Santo Antônio abriga o maior condomínio residencial em número de moradores da região Sul do Brasil: TNN – Condomínio Edifício Terra Nova Nature, com cerca de 4,3 mil habitantes e composto por 6 torres que somam 136 mil m² de área construída, além de 3,2 hectares de área de preservação permanente e construído em 2010.

### Pontos de referência
Áreas verdes
- Praça Jornal do Comércio

Educação
- Escola Especial para surdos Frei Pacífico

- Escola de Educação Básica Rainha do Brasil[8]
- Colégio Estadual Padre Rambo
- Colégio La Salle Santo Antônio[9]
- Escola Superior de Teologia e Espiritualidade Franciscana (ESTEF)[10]
- Escola Superior de Propaganda e Marketing (ESPM)
- Escola Estadual Ensino de Fundamental Gabriela Mistral[11]
- Escola Estadual de Ensino Fundamental Santa Luzia

Outros
- Igreja de Santo Antônio[12]
- Arquivo Histórico de Porto Alegre Moysés Vellinho[5]
- Sede da TV Bandeirantes Rio Grande do Sul

## Limites atuais
Travessa Onofre Pires, Rua Plácido de Castro, Rua Feliz, Rua Mansão até a Avenida Oscar Pereira; desta, no sentido norte/sul, até a Rua Caldre Fião; desta, até a Rua Humberto de Campos; desta, até encontrar a Avenida Bento Gonçalves; deste ponto, até a embocadura com a Rua Onofre Pires, em frente ao terno da Avenida João Pessoa e cruzamento da Avenida Bento Gonçalves.

## Galeria de imagens

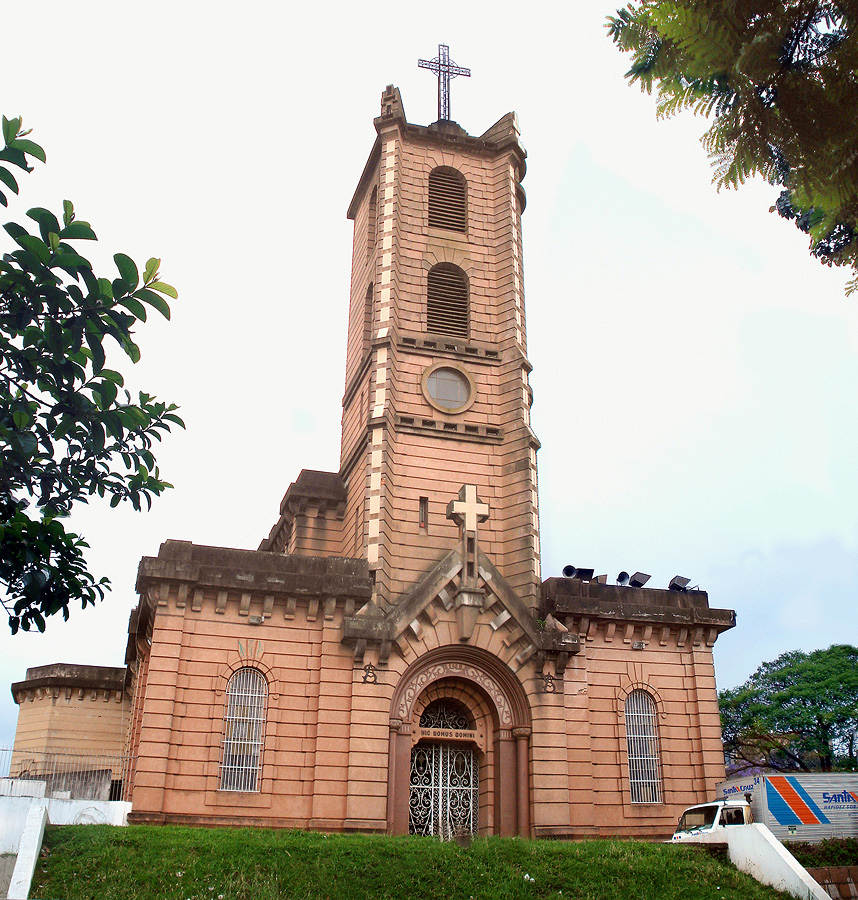
Igreja de Santo Antônio
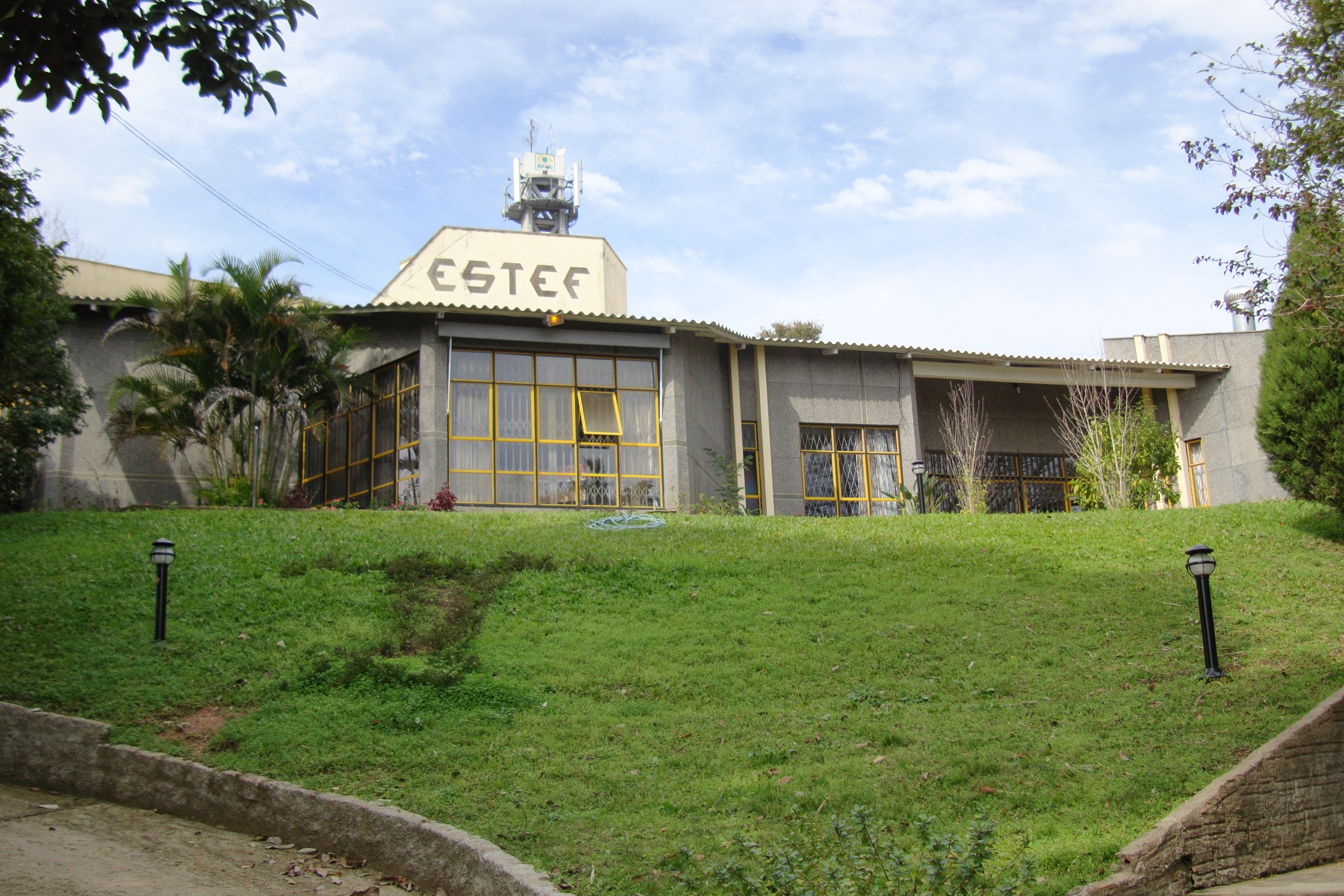
Escola Superior de Teologia e Espiritualidade Franciscana